# 1969年の航空
< 1969年
1968年の航空 - 1969年の航空 - 1970年の航空

## 航空に関する出来事
- 1969年 - カナダ空軍のアクロバット飛行チーム、スノー・バーズが設立される。
- 2月9日 - ボーイング747が初飛行。

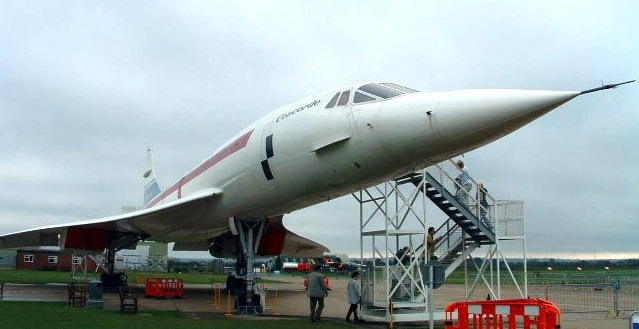
コンコルドのプロトタイプ機

- 3月2日 - 英国のブリストルで、コンコルドが初のテストフライトを行う。
- 3月3日 - 戦闘機パイロットのトップを養成するアメリカ海軍戦闘機兵器学校（通称トップガン）が設立される。
- 4月15日 - アメリカ海軍所属のロッキード EC-121早期警戒機1機が北朝鮮のミコヤンMiG-21戦闘機に撃墜された。（アメリカ海軍EC-121機撃墜事件）
- 4月16日 - チェコスロヴァキアのLETクノヴィツェ社が開発したターボプロップ双発旅客機L-410が初飛行した。L-140は1,100機以上が生産された。
- 5月4日〜11日 - オールコックらの無着陸大西洋横断飛行から50年を記念する、デーリー・メール・大西洋横断飛行レースが開催され、優勝はイギリス海軍のF-4 ファントムで、記録は4時間47分であった。
- 7月 - イギリス空軍の第1飛行隊が、ホーカー・シドレー ハリアーを装備し、世界初のVTOL機装備飛行隊となる。
- 7月14日 - エルサルバドルとホンジュラスとの間で、「サッカー戦争」が勃発し、エルサルバドル空軍のC-47、F-51D、FG-1D（F4U コルセアのライセンス生産機）の編隊が、テグシガルパ郊外のトンコンティン国際空港を爆撃した。

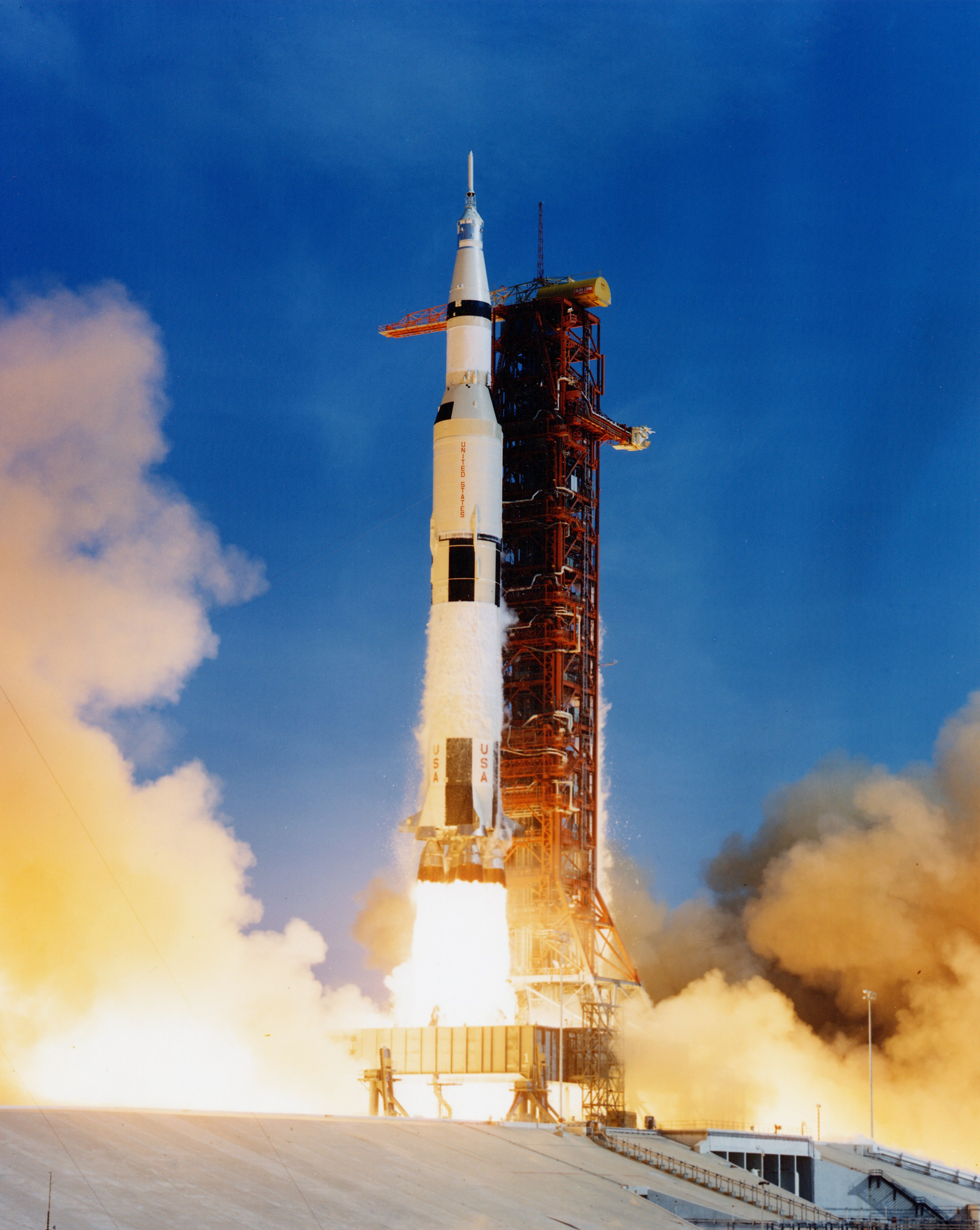
発射台から離れるアポロ11号を乗せたサターンV（1969年7月16日）

- 7月20日 - アポロ11号が月に着陸する。
- 8月16日 - アメリカ合衆国のダリル・グリーンメーヤーが改造した F8F ベアキャット、「コンクェスト I」でレシプロ・エンジン飛行機の速度記録を30年ぶりに更新する。記録は769 km/hである。
- 8月31日 - ボクシングの世界チャンピオン、ロッキー・マルシアノが航空機事故で死亡する。
- 9月12日 - フィリピン航空のBAC 1-11がマニラ国際空港に着陸進入中に立ち木に衝突し墜落、乗員乗客47人のうち45人が死亡した。
- 10月20日 - フィンエアーが慣性航法システムを導入し、航法士の搭乗の必要をなくした最初の航空会社となる。
- 11月12日- イタリアでフィアットの航空機部門とアエルフェール（Aerfer 、:旧IMAM）、サルモイラーギ（Salmoiraghi ）が統合され、アエリタリアが設立された。
- 12月18日 - スミス兄弟が初めてオーストラリアまで飛行してから50年になるのを記念する飛行レース、England-Australia Commemorative Air Race が行われ、ブリテン・ノーマン アイランダーのW. J. Bright とF. L. Buxtonが優勝する。
- 12月23日 - アルゼンチンが観測ロケットカノープスで60kmの高度へサル、ホアンを打ち上げた。

## 1969年に初飛行した機体の画像

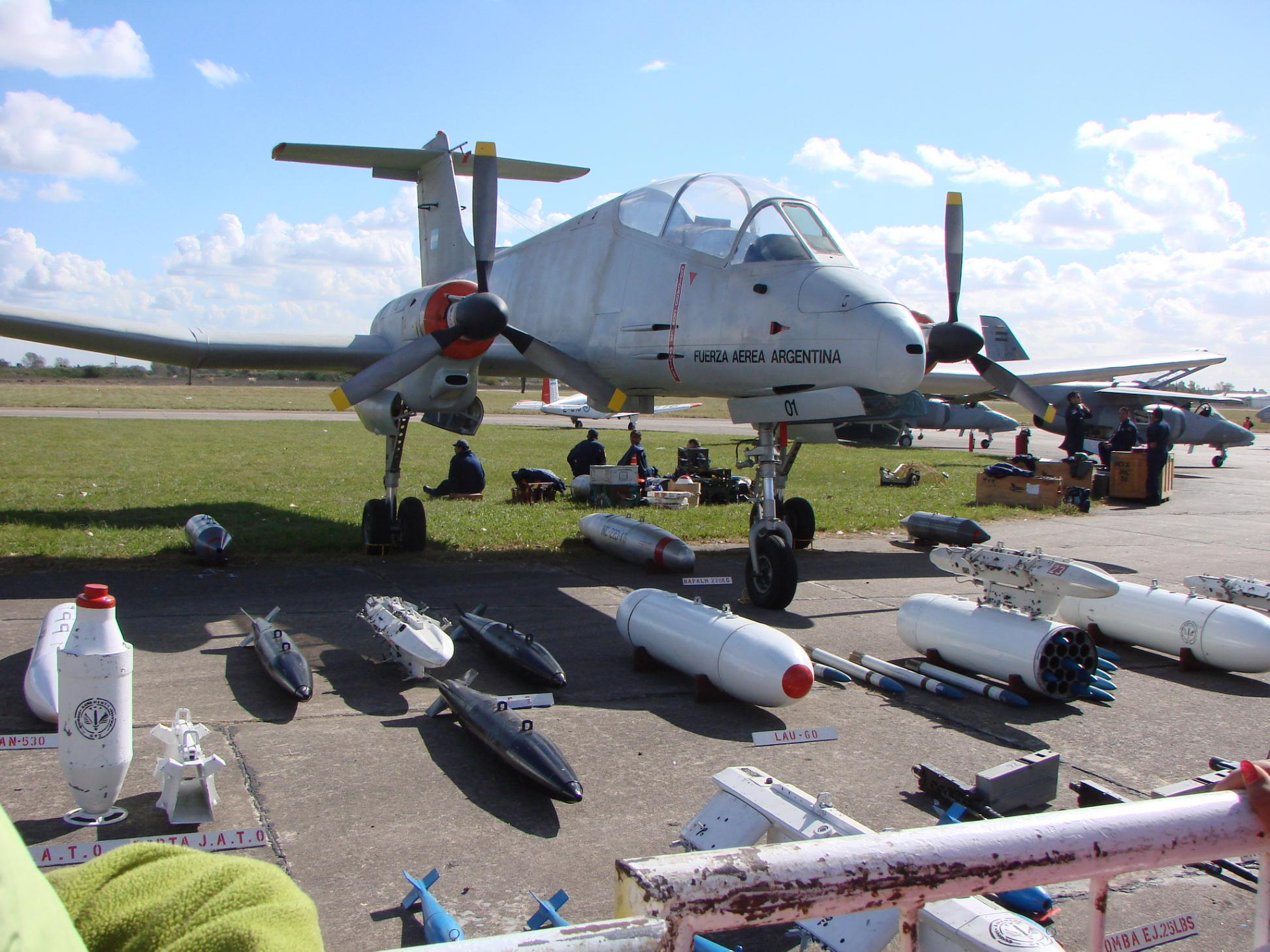
FMA IA 58 プカラ （8月20日）
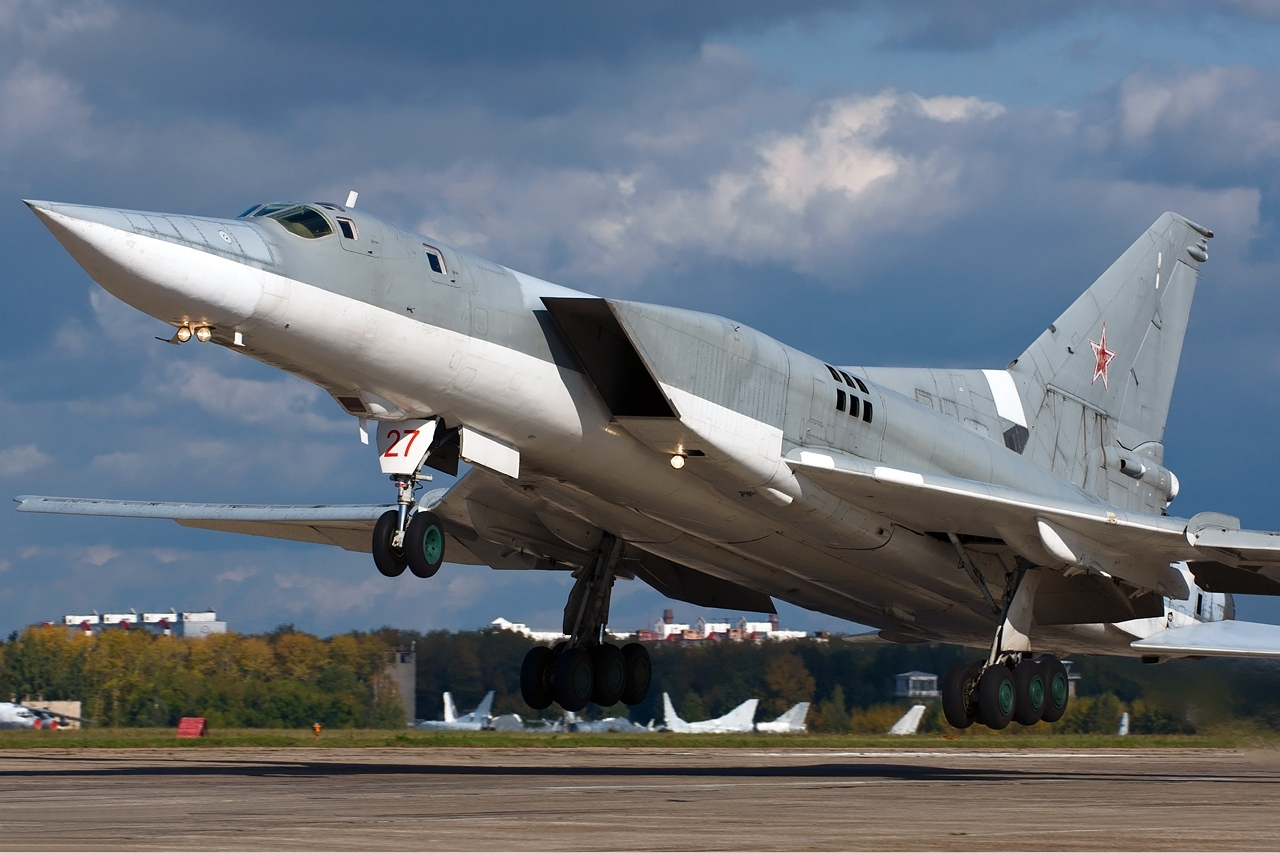
Tu-22M （8月30日）
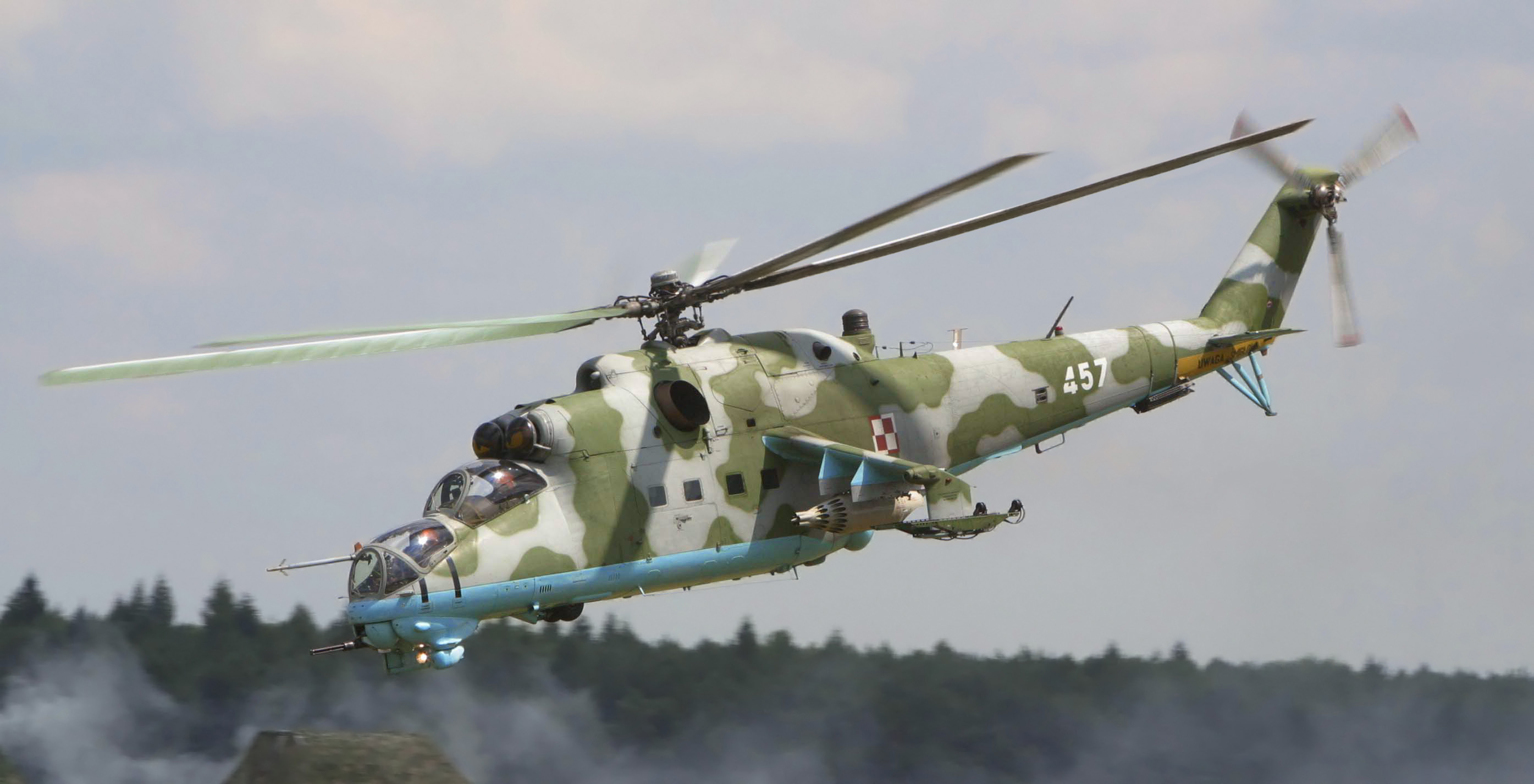
Mi-24 （9月19日）

## 航空に関する賞の受賞者
- フランス飛行クラブ大賞（Grande Médaille de l'Aéro-Club de France ）：ニール・アームストロング、バズ・オルドリン、マイケル・コリンズ
- ハーモン・トロフィー：トマス・レッキー＝トンプスン、グレアム・ウィリアムズ、Turi Widerøe
  - （宇宙飛行部門） ニール・アームストロング、エドウィン・オルドリン、マイケル・コリンズ
- デラボー賞：  ピート・コンラッド、ニール・アームストロング、ラッセル・L・シュウェイカート、アレクセイ・エリセーエフ、エフゲニー・フルノフ